# Kanton Rouen-3
Kanton Rouen-3 is een kanton van het Franse departement Seine-Maritime. Het kanton maakt deel uit van het arrondissement Rouen. Het telde 37 213 inwoners in 2017.

## Gemeenten
Het kanton Rouen-3 omvat enkel een deel van de gemeente Rouen.
Bij de herindeling van de kantons door het decreet van 27 februari 2014, met uitwerking op 22 maart 2015, werd het kanton behouden met een aangepast territorium binnen Rouen.

## Conseiller général
Een kanton heeft een Conseiller général die door de burgers in het kanton gekozen wordt.
| Periode   | Conseiller                         | Politieke partij  |
| --------- | ---------------------------------- | ----------------- |
| 1945-1970 | Philippe Morice                    | DVD               |
| 1970-2008 | André Danet                        | RI, daarna UDF-PR |
| 2008-2015 | Bruno Bertheuil                    | PS                |
| 2015-2021 | Mamadou Diallo & Caroline Dutarte  | PS                |
| 2021-2028 | Stéphane Martot & Caroline Dutarte | EELV / PS         |